# Park De Twee Heuvels
Park De Twee Heuvels is een stadspark in de Rotterdamse deelgemeente IJsselmonde. Het park is gelegen in het centrum van de wijk Groot-IJsselmonde.
Park De Twee Heuvels is aangelegd in 1971 en is circa 50 hectare groot. Het park ligt rond twee kunstmatige heuvels en is zodanig aangelegd dat het nog groter lijkt dan het in werkelijkheid is. Naast inheemse bomen zijn in het park ook exoten aangeplant uit gebieden met een vergelijkbaar klimaat als het Nederlandse klimaat.
Albert Schweitzerplantsoen ·
Arboretum Trompenburg ·
Arboretum Hoogvliet ·
Dakpark ·
Getijdenpark Eiland van Brienenoord ·
Getijdenpark Feijenoord ·
Het Park ·
Hofbogenpark ·
Kralingse Bos ·
Museumpark ·
Nelson Mandelapark ·
Ommoordse veld ·
Oude Plantage ·
Park De Twee Heuvels ·
Park Honingen ·
Park Rozenburg ·
Park Schoonoord ·
Park Zestienhoven ·
Prinsenpark ·
Rietveldpark ·
Rijnhavenpark ·
Ruigeplaatbos ·
Semiramispark ·
Spinozapark ·
Vroesenpark ·
Wijktuin Ommoord ·
Wollefoppenpark ·
Zuiderpark